# Niccolò Castiglioni
Niccolò Castiglioni, född den 17 juli 1932 i Milano, död den 7 september 1996 i Milano, var en italiensk kompositör, pianist och musikskribent.

## Biografi
Castiglioni var född och uppvuxen i Milano, där han började studera piano vid 7 års ålder. Han tog sitt artistdiplom vid konservatoriet i Milano 1952, och diplom i komposition 1953. Studietidens kompositioner präglades av Stravinskijs neoklassicism, men efter examen förändrades hans stil under inflytande av den andra wienerskolan. 
Hans intresse för tolvtonsteknik var förenat med hans musikpolitiska engagemang, även om detta var kortlivad. Impromptus I-IV, som identifierats av kompositören som hans första riktiga opus, övergav dessa expressionistiska spänningar, och dessa fyra korta stycken uppvisar en nära relation till Weberns aforistiska stil, samtidigt som de närmar sig europeisk avantgarde. Han väckte också stor uppmärksamhet med verk som Elegia in memoria di Anne Frank, Rondels och Gyro.
Personlig kontakt med Luciano Berio på RAI:s elektroniska musikstudio i Milano påverkade också Castiglionis inriktning på den tiden, och hans deltagande vid Darmstädter Ferienkurse avslutade denna utveckling (Geraci 2001).
Under åren 1958 till 1965 undervisade han vid sommarkurserna i Darmstadt och åren 1966 till 1970 undervisade han komposition som kompositör-in-residence vid SUNY Buffalo (1966), som gästprofessor vid University of Michigan i Ann Arbor (1967), som lektor i komposition vid University of California i San Diego (1968), och som professor i renässansmusiken historia vid University of Washington i Seattle (1969-1970).
Efter sin återkomst till Italien 1970, återupptog han så småningom undervisningen i komposition vid konservatoriet i Trento (1976-7), i Milano (1977-1989), i Como (1989-1991) och i Milano ännu en gång (1991-6). Bland hans många elever fanns Giampaolo Testoni, Carlo Galante, Alfio Fazio, Aldo Brizzi, Matteo Silva och Esa-Pekka Salonen.